# كتاب الفرائض
كتاب الفرائض أو سفر هاميتسفوت (ويعني "كتاب الوصايا"، العبرية: ספר המצוות; العربية اليهودية: כתאב אלפראיץׄ) هو عمل للحاخام والفيلسوف والطبيب موسى بن ميمون في القرن الثاني عشر. في حين أن هناك أعمال أخرى مختلفة تحمل عناوين مماثلة، فإن عنوان " سفر هاميتسوف" بدون تعديل يشير إلى عمل موسى بن ميمون. وهي قائمة بجميع وصايا التوراة ، مع وصف مختصر لكل واحدة منها.
وقد ظهر هذا الكتاب أصلاً باللغة العربية اليهودية تحت عنوان "كتاب الفرائض"، وترجمه إلى العبرية الحاخام البروفنسالي موسى بن تيبون [الإنجليزية] (طُبع لأول مرة عام 1497) وكذلك ابن حصداي في القرن الثالث عشر. وقد قام العالم اليمني الشهير الحاخام يوسف قافيه بترجمة عبرية جديدة من النص العربي اليهودي الأصلي.

## المقدمة
في هذا العمل، يذكر موسى بن ميمون جميع الوصايا الـ 613 الموجودة تقليديا في التوراة (الأسفار الخمسة). يصف المبادئ الأربعة عشر التالية (بالعبرية: כללים ) لتوجيه اختياره. (يورد موسى بن ميمون لكل قاعدة أمثلة توضيحية كثيرة. ونحن نقدم مثالاً أو مثالين فقط لكل قاعدة.)
1. وصايا مصدرها حاخامي (من الشريعة الشفوية) لا تُعدّ ضمن الوصايا. ويُستثنى من ذلك إشعال الشموع في عيد الحانوكا وقراءة درج أستير في عيد الفوريم.
2. الوصايا المستنبطة باستخدام قواعد التفسير الثلاث عشرة (قواعد الحاخام يشمعئيل) لا تُعدّ. ويُستثنى من ذلك توقير علماء التوراة، وهو ما استنبطه الحاخام عقيبة من الآية: «اتقِ الرب إلهك» (تثنية 10:20).
3. الوصايا غير الدائمة تاريخياً لا تُعدّ. ويُستثنى من ذلك النهي عن خدمة اللاويين في خيمة الاجتماع بعد بلوغهم سن الخمسين (العدد 8:25).
4. الوصايا الشاملة للتوراة كلها لا تُعدّ. ويُستثنى من ذلك الأمر «احفظ كل ما أمرتك به» (خروج 23:13).
5. سبب الوصية لا يُعدّ وصية مستقلة. فعلى سبيل المثال، تمنع التوراة المرأة من العودة إلى زوجها الأول بعد زواجها من آخر، ثم تضيف: «ولا تجلب دنساً على الأرض» (تثنية 24:4). هذا القول الأخير يُعدّ سبباً للمنع السابق، لذا لا يُحسب كوصية مستقلة.
6. في الوصية التي لها شقّ إيجابي وآخر سلبي، يُحسب الشقّ الإيجابي كأمر إيجابي، والسلبي كتحذير أو نهي. فمثلاً، تأمر التوراة بالراحة في يوم السبت وتنهى عن العمل فيه؛ فالراحة تُعدّ أمراً إيجابياً، والعمل يُعدّ تحذيرًا سلبيًّا.
7. تفاصيل الوصية التي توضح كيفية تطبيقها لا تُعدّ وصايا منفصلة. فمثلاً، تأمر التوراة بعض الخطاة بتقديم ذبيحة حيوانية عن الخطيئة، وإن لم يقدروا، فطيور، وإن لم يقدروا، فدقيق (لاويين 5). فالغني يُقدّم حيواناً، والفقير يُقدّم دقيقاً. هذه الذبيحة المتغيرة (قربان عُلاه ويوريد) تُعدّ وصية واحدة رغم اختلاف أحوالها.
8. نفي الالتزام (بالعبرية: שלילה – "ليس") لا يُعدّ تحذيراً (أزهره – "لا تفعل"). وهذا يبدو واضحاً، لكن قد يحدث التباس لأن كلمة "לא" في العبرية قد تعني "ليس" أو "لا". ومثال ذلك، ما ورد في شأن الأمة العبرية: «لا تخرج كما يخرج العبيد» (خروج 21:7). فإن خروج العبد يكون إذا فقئت عينه مثلاً، أما الأمة فلا تنال هذا الحق. الآية تصف حالاً ولا تأمر أو تنهى، لذا لا تُعدّ وصية.
9. حتى لو تكررت الوصية نفسها في عدة مواضع، تُعدّ مرة واحدة فقط. بمعنى أن المعيار هو المفهوم، لا عدد العبارات. فمثلاً، تحرم التوراة أكل الدم في سبع آيات مختلفة (لاويين 3:17، 7:26 وغيرها)، لكنها تُعدّ وصية واحدة فقط.
10. التحضيرات التمهيدية لأداء الوصية لا تُعدّ وصايا مستقلة. فمثلاً، يُؤمر الكهنة بوضع خبز الوجوه على المائدة في خيمة الاجتماع، لكن تفاصيل خبزه (لاويين 24:5-7) لا تُعدّ وصية مستقلة.
11. أجزاء الوصية التي لا يمكن إتمامها إلا مجتمعة لا تُعدّ وصايا منفصلة. فمثلاً، الأنواع الأربعة في عيد العُرُش تُعدّ وصية واحدة، لأن تنفيذها يتطلب جميع الأنواع معاً.
12. الأفعال اللازمة لتنفيذ الوصية لا تُعدّ مستقلة. فمثلاً، ذبح المحرقة، ورش دمها، وسلخها، كل ذلك يُعدّ ضمن وصية واحدة، لا وصايا متعددة.
13. الوصية التي تُؤدى في أيام متعددة تُعدّ مرة واحدة فقط. فمثلاً، تقدمة "مُصاف" (قربان إضافي) في الأيام السبعة لعيد العُرُش تُعدّ وصية واحدة، رغم اختلاف عدد الأبقار المقدمة يومياً (انظر الوصية الإيجابية رقم 50).
14. كل نوع من أنواع العقوبات يُعدّ وصية إيجابية. فمثلاً، تأمر التوراة المحكمة (بيت دين) بتنفيذ الرجم بحق المجدف (لاويين 24:16)، وعابد مولك (20:2)، وغيرهما من الخطاة. فهذه العقوبة تُعدّ وصية واحدة، رغم تكرارها في سياقات متعددة.

## التعليقات
هذا العمل هو موضوع عدد من التعليقات، بما في ذلك تعليق من ابن نحمان، وتعليق بعنوان مجيلات إستير ("مخطوطة إستير")، بقلم إسحاق ليون بن صور (على الرغم من أنها غالبًا ما تُنسب بشكل غير صحيح إلى إسحاق دي ليون [الإنجليزية])، ولا علاقة لها بشكل مباشر بكتاب إستير التوراتي)، وتعليقات أخرى بعنوان ليف ساميح (بقلم الحاخام أبراهام أليجري [الإنجليزية]) وكيناث سوفريم. في الملحق، يذكر ابن نحمان الوصايا التي ربما كانت تستحق أن يتم إدراجها بشكل فردي في تقديره.

## التأثير
ويعتبر هذا العمل هو القائمة الأكثر موثوقية للوصايا، وتعتمد العديد من الأعمال اللاحقة على تعدادها (بعضها مع اختلافات طفيفة).
بعد أن قام الحاخام الراحل مناحيم مندل شنيرسون بترويج العديد من أعمال موسى بن ميمون، أصبح أتباع حركة حباد يدرسون يومياً العديد من أعماله.

## طالع أيضًا
- دراسة يومية عن الرامبام [الإنجليزية]
- سفر ميتزفوت جادول [الإنجليزية]
- سفر ميتزفوت كاتان [الإنجليزية]
- سفر ها-شينوخ [الإنجليزية]

## روابط خارجية
- الترجمة الإنجليزية مبنية على ترجمة الحاخام يوسف قافيه العبرية التي كتبها الحاخام بيريل بيل (بدون مقدمة ومبادئ موسى بن ميمون).
- طبعة الحاخام يوسف قافية باللغة العربية اليهودية الأصلية مع ترجمته العبرية المقابلة (أول 40 صفحة قابلة للعرض مجانًا). يتضمن مقدمة قافيه للعمل.
- النص الكامل للعبرية : ترجمة الحاخام يوسف قافيه كما تم طباعتها وإعادة تعيينها بصيغة HTML، على الرغم من أنها تفتقر إلى مقدمته للكتاب (انظر المدخل السابق) وتعليقاته.